# Jörg Twenhöven

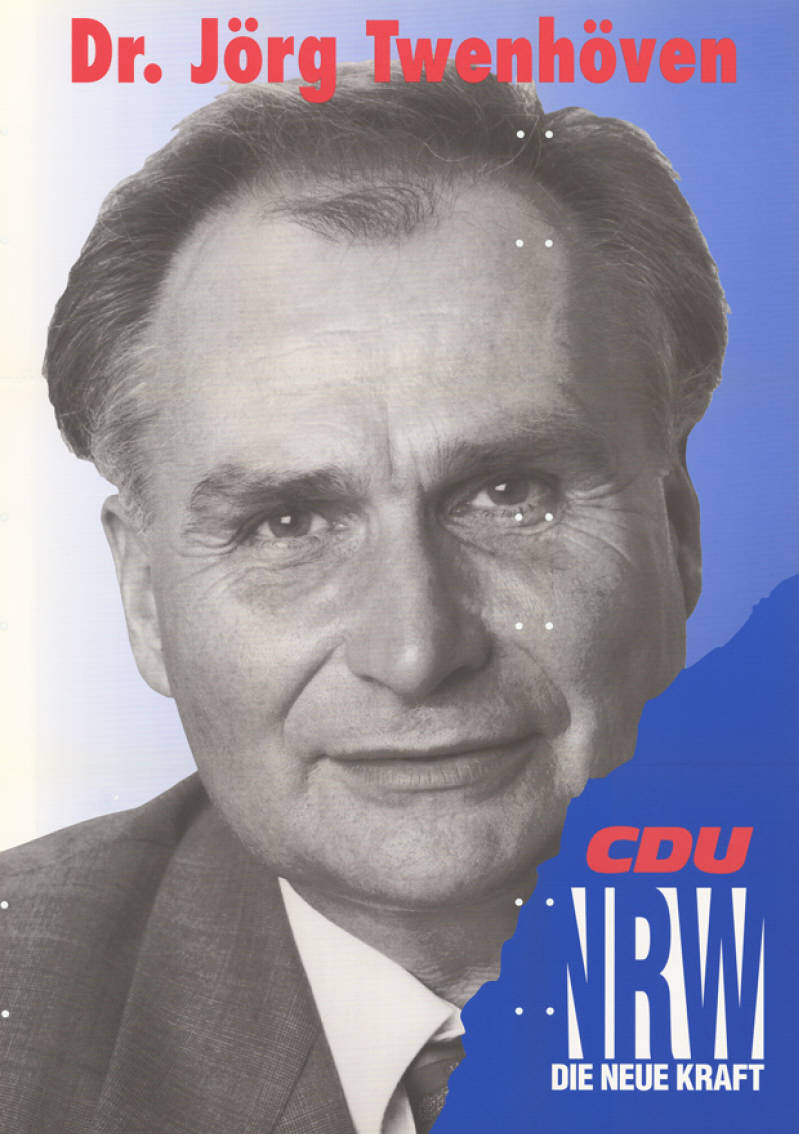
Kandidatenplakat zur Landtagswahl in Nordrhein-Westfalen 1995

Jörg Twenhöven (* 18. Juli 1941 in Bigge) ist ein CDU-Politiker. Er war von 1984 bis 1994 Oberbürgermeister der Stadt Münster sowie von 1995 bis 2007 Regierungspräsident des Regierungsbezirks Münster.

## Biographie
Nach dem Abitur am Gymnasium der Benediktiner in Meschede studierte Twenhöven in Münster und Fribourg (Schweiz) Geschichte, Philosophie, Publizistik und Jura. Letzteres schloss er 1966 mit dem Schweizer Lizenziat ab und promovierte 1972 zum Dr. jur. utr.
In Fribourg wurde er Mitglied der KStV Carolingia-Fribourg im Kartellverband katholischer deutscher Studentenvereine (KV).
1969 wurde er hauptamtlicher Dozent der Katholisch-Sozialen Akademie Franz-Hitze-Haus in Münster.
Seine parteipolitische Karriere begann Twenhöven 1964 mit dem Eintritt in die CDU. 1968 übernahm er den Kreisvorsitz der Jungen Union Münster. Dem Kreisvorstand der CDU Münster gehörte er ab 1970 an. 1972 folgte der Vorsitz der CDU Ortsunion Münster-Coerde. 1985 wurde Twenhöven Mitglied des NRW-Landesvorstands der CDU und saß von 1990 bis 1996 der kommunalpolitischen Vereinigung der CDU in Nordrhein-Westfalen vor.
Auf kommunalpolitischer Seite begann er als sachkundiger Bürger im Rat der Stadt Münster 1969. Mitglied des Rates wurde er 1975. Gleichzeitig übernahm er die Rolle als kulturpolitischer Sprecher der CDU-Fraktion und wurde Vorsitzender des Kulturausschusses.
Seiner Wahl zum Oberbürgermeister der Stadt Münster im Jahr 1984 folgte 1989 die Wiederwahl. In seine Amtszeit fällt die Verwirklichung verschiedener Projekte wie etwa der Bau von Stadtmuseum Münster und Stadtbücherei Münster. Akzente setzte Twenhöven beim inneren Ausbau der Stadt. Dazu zählt etwa die Förderung des Radverkehrs oder die Abfallpolitik. In seine Amtszeit fiel auch das Stadtjubiläum 1200 Jahre Münster. Nach der Wahlniederlage 1994 wurde er Erster Bürgermeister. In den Jahren 1990 und 1995 erhielt er ein Mandat im nordrhein-westfälischen Landtag.
Seit 1995 war Twenhöven Regierungspräsident und damit Leiter der Bezirksregierung Münster. Twenhövens Nachfolger war seit September 2007 Peter Paziorek.
Im November 2004 wurde Jörg Twenhöven auf der Landesversammlung des DRK-Landesverbandes Westfalen-Lippe in Schmallenberg-Bad Fredeburg zu dessen Präsidenten gewählt.
Twenhöven ist verheiratet und hat vier Kinder.